# Il mio granello di sabbia
Il mio granello di sabbia è un libro autobiografico sulla resistenza italiana, scritto da Luciano Bolis.
Edito da Einaudi, la prima volta nel 1946 e con nuove edizioni  nel 1973, 1995, 2020,  racconta della cattura dell'autore da parte dei fascisti a Genova, nel febbraio 1945. Luciano Bolis, che aveva un importante incarico nel CLN fu imprigionato, torturato ma non fece mai i nomi dei suoi compagni.
Fu liberato pochi giorni prima della Liberazione dalle Brigate Giustizia e Libertà, con un'azione eroica che viene descritta nel libro in modo indimenticabile.

## Edizioni
- Luciano Bolis, Il mio granello di sabbia, Einaudi tascabili, Einaudi, 2020,  p. 96, ISBN 9788806246198.